# Стрибки у воду на Чемпіонаті світу з водних видів спорту 2023 — змішана синхронна вишка, 10 метрів
Змагання зі стрибків у воду з змішаної синхронної десятиметрової вишки на Чемпіонаті світу з водних видів спорту 2023 відбудуться 15 липня 2023 року.

## Результати
Фінал відбувся 15 липня о 12:30 за місцевим часом.
| Місце | Країна         | Стрибуни                                     | Очки   |
| ----- | -------------- | -------------------------------------------- | ------ |
| 1     | Китай          | Ванг Фейлонг Чжан Цзяці                      | 339.54 |
| 2     | Мексика        | Дієго Баллеса Вівіана Дель Анхель            | 313.44 |
| 3     | Японія         | Хірокі Іто Мінамі Ітахасі                    | 305.34 |
| 4     | Україна        | Ксенія Байло Кірілл Болюх                    | 295.44 |
| 5     | Канада         | Кейт Міллер Натан Шомбор-Маррей              | 290.43 |
| 6     | Італія         | Едуард Тімбретті Сара Джодойн Ді Марія       | 278.58 |
| 7     | Пуерто-Рико    | Мейсі Вієта Емануель Вазкес                  | 276.84 |
| 8     | Куба           | Карлос Рамос Аніслей Гарсія                  | 262.05 |
| 9     | Південна Корея | Кім Йон Тек Мун На Юн                        | 256.50 |
| 10    | Німеччина      | Паулін Пфейф Александер Лубе                 | 256.38 |
| 11    | США            | Кайлі Бішоп Макс Вейнріч                     | 256.02 |
| 12    | Малайзія       | Джеллсон Джабіллін Нур Ейліша Бінті Мухаммад | 251.64 |
| 13    | Іспанія        | Валерія Антоліно Карлос Камачо               | 249.72 |
| 14    | Макао          | Жанг Хой Ло Ка Вай                           | 186.15 |